# Motovlog
Le moto-vlog ou motovlogue (néologisme provenant de la contraction de moto et vlog) est un type de journal vidéo enregistré par une personne conduisant une moto (un motard) ou un autre véhicule motorisé (quad, tricycle, scooter, etc.).
Un conducteur réalisant des motovlogs est connu sous le nom de « motovlogueur » (en anglais : motovlogger) et l'action de créer des motovlogs s'appelle le « motovlogging ».
Les motovlogueurs peuvent publier leurs vidéos sur des sites web d'hébergement et de streaming en ligne comme YouTube, TikTok, Twitch ou Dailymotion, faisant ainsi partie des vidéastes web et créateurs de contenu. Le réseau de motovlogueurs est connu sous le nom de communauté de motovlogueurs.

## Réalisation

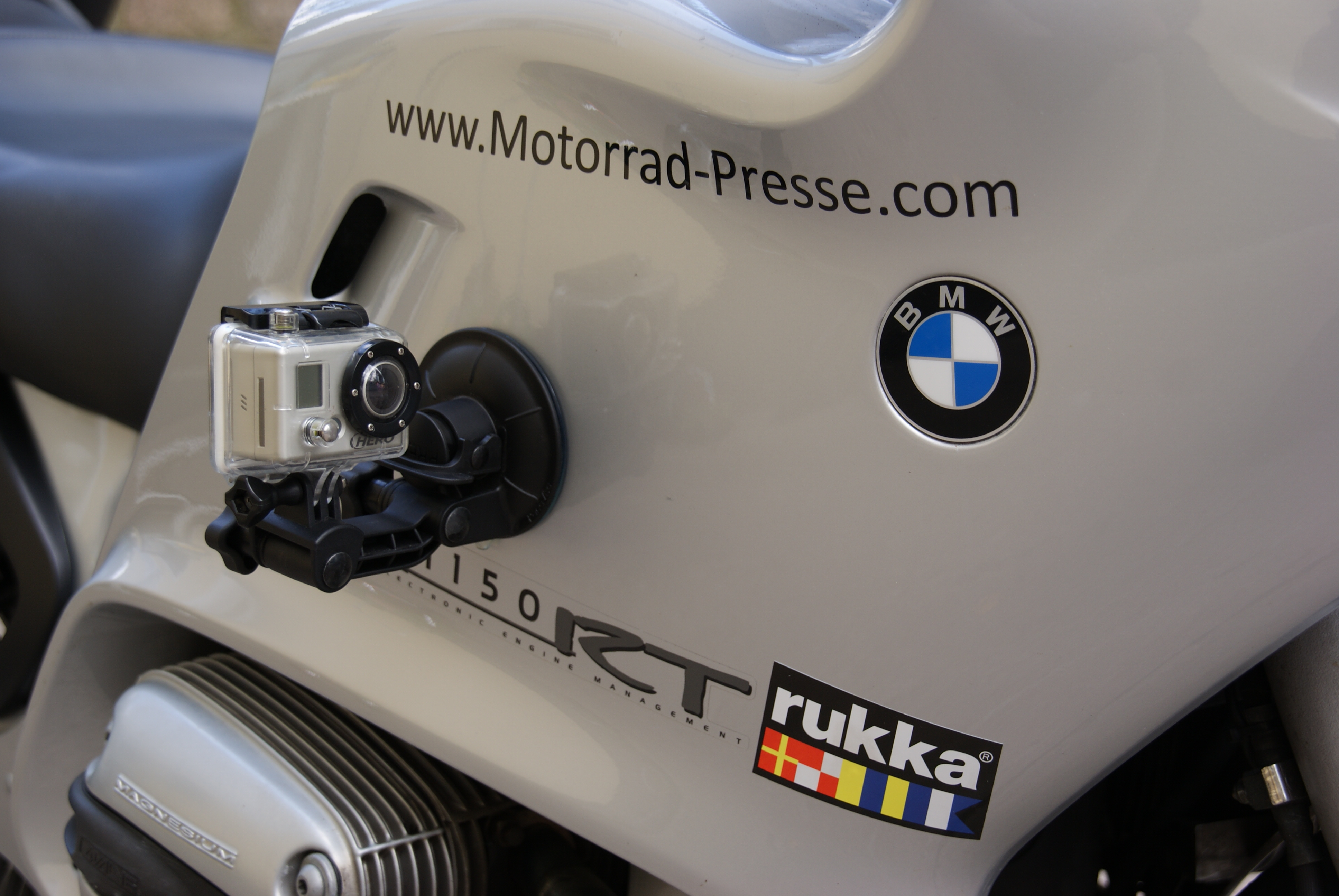
Caméra d'action fixée sur le carénage latéral d'une moto.

Les motovlogueurs et leurs associés éventuels réalisent un motovlog en tournant des vidéos, en effectuant le montage puis en les distribuant.
Généralement, les caméras embarquées utilisées sont des caméras d’action, privilégiées pour leur faible encombrement, leur robustesse et leur étanchéité. Elles sont en général fixées sur le casque ; sinon sur le conducteur, le véhicule ou le guidon. Le microphone, qui permet d'enregistrer la voix et les sons environnants, est souvent situé dans le casque du conducteur.
Une fois la vidéo tournée, les motovlogueurs peuvent passer à la postproduction. Des logiciels de traitement audio peuvent être utilisés pour modifier l'audio des vidéos et des logiciels de montage vidéo pour sélectionner certains passages filmés. Après cette étape, les vidéos peuvent être diffusées sur des sites web d'hébergement de fichiers.

## Thèmes abordés
Il existe différents sujets abordés dans les motovlogs, dont notamment les suivants :
- traiter de prévention et de sécurité routière, en proposant entre autres des analyses d'accidents dans le but de responsabiliser les conducteurs[5],[6],[7] ;
- aider des personnes ou des animaux qu'ils croisent lorsque ceux-ci sont en difficulté ;
- faire face à des comportements haineux au volant, ou à des accidents de la route. Le vlog peut alors se transformer en une preuve numérique pouvant être utilisée en cas de poursuites judiciaires (principal rôle d'une dashcam)[8],[9] ;
- montrer des scènes d’acrobaties (stunts) ;
- présenter des essais de véhicules ou d’équipements ;
- partager des observations ou avis personnels ;

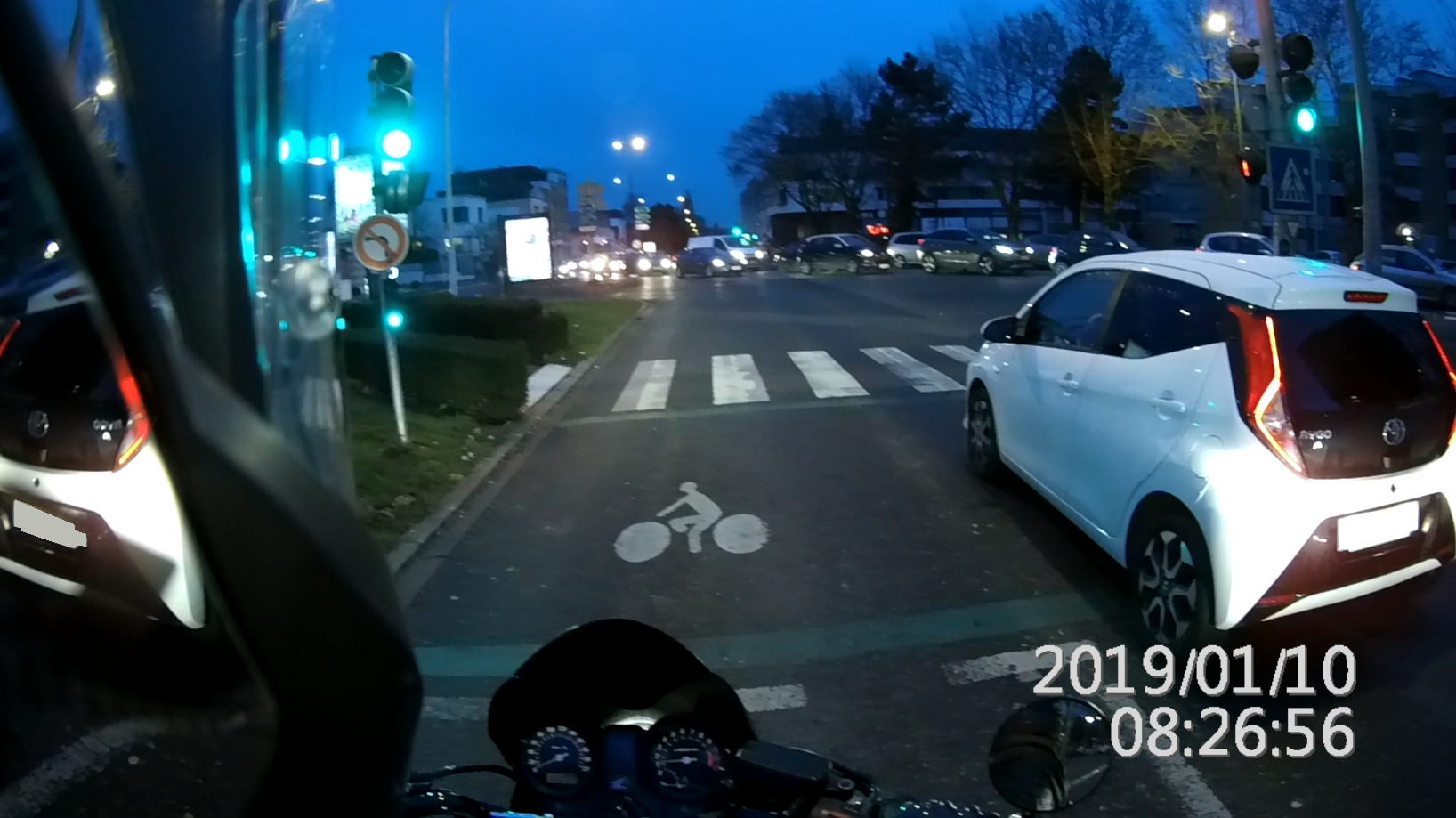
Extrait d'un motovlog horodaté, caméra sur le casque.

## Histoire
La date de création du premier motovlog est incertaine. Une des premières chaînes de motovlog sur YouTube est celle de M13, créée le 13 février 2007. Ce phénomène est présent dans de nombreux pays, et est donc disponible dans plusieurs langues.
En France, le motovlogging s'est popularisé auprès du grand public le 19 décembre 2017, lorsqu'un youtubeur a été témoin, pendant qu’il filmait son motovlog, d’un accident où un automobiliste parisien renversait un piéton avant de prendre la fuite. Le motard a alors poursuivi l’auteur du délit de fuite, puis a alerté les forces de l’ordre. La vidéo fut relayée par la presse et les réseaux sociaux, ce qui résulta à un total de plusieurs millions de vues,.

## Motovlogueurs sur YouTube
Il existe plusieurs chaînes sur YouTube dédiées au motovlogging, dont certaines ont une portée internationale avec des millions d'abonnés, et génèrent plusieurs centaines de milliers de vues.
Certains motovlogueurs ne montrent ni leur visage, ni la plaque d'immatriculation de leur véhicule dans les vidéos, pour des questions d’anonymat.